# Rolbaantunnel
De Rolbaantunnel (werknaam KW502) is een tunnel in de Rijksweg A5. De tunnel bevindt zich onder de vliegtuigbaan die de Polderbaan met de Zwanenburgbaan van de Luchthaven Schiphol verbindt. De lengte van de tunnelbak is circa 150 meter, het overdekte deel is echter slechts 50 à 60 meter lang, relatief kort voor een autotunnel.
De wanden van de tunnel zijn bekleed met tegelmozaïeken van stijgende en landende vliegtuigen.